# Persona (marketing)
Pour les articles homonymes, voir Persona.

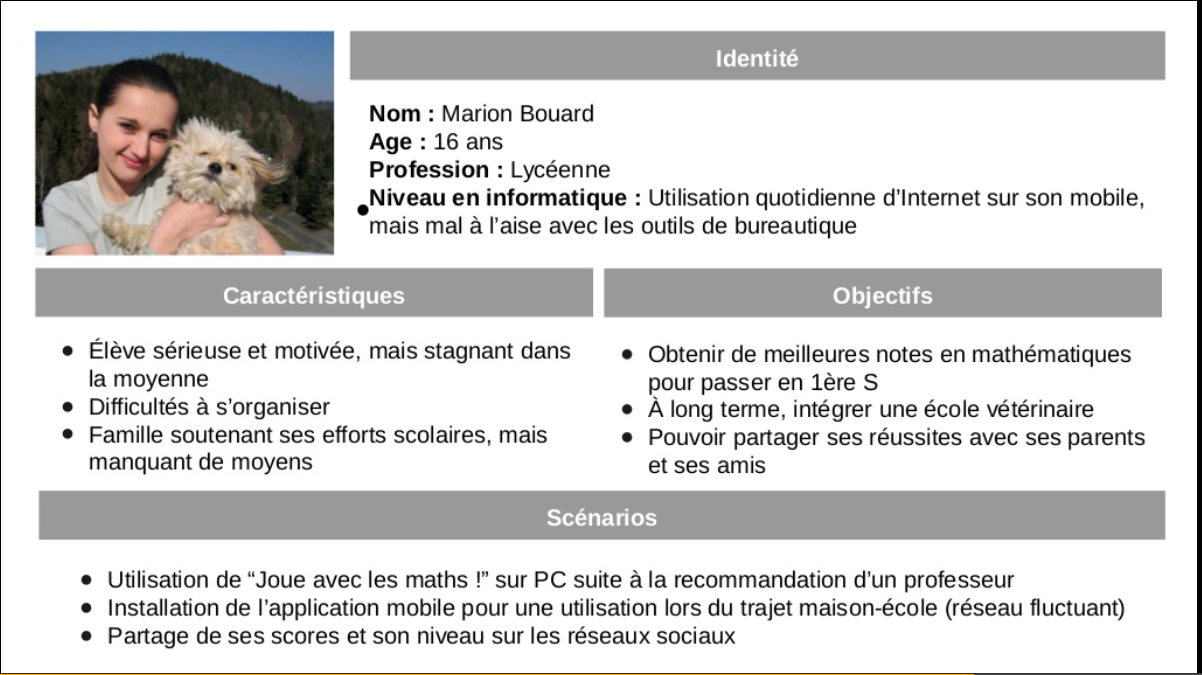
Persona utilisée pour l'expérience utilisateur (UX)

Une persona, dans le cadre de la conception centrée sur l'utilisateur (CCU) et du marketing, est une représentation fictive d'une personne dotée de caractéristiques socio-démographiques et psychologiques spécifiques, destinée à représenter un segment précis de la clientèle ou de l'audience.

## Description

### Définition et utilisation
Lors de la construction de la persona, cette personne fictive se voit assigner une série d'attributs qui enrichissent son profil pour mieux exprimer les caractéristiques du groupe cible. Grâce à ces caractéristiques, les équipes de conception (designers) créent des scénarios d'utilisation d'un produit ou d'un service tandis que les équipes commerciales définissent une stratégie de positionnement, de promotion ou de distribution de ce même produit ou service.

### Élargissement du champ d'application
Bien que cette méthode soit surtout utilisée pour la conception et l'amélioration de l'ergonomie de sites Web, elle étend son périmètre d'influence bien au-delà des sites Web pour pénétrer l'ergonomie des produits de haute technicité, la stratégie de promotion, la création ou la sélection de circuits de distribution vers les consommateurs.

### Historique
La méthode des personas a été popularisée par Alan Cooper depuis 1999, principalement pour la conception de scénarios d'interactivité avec les utilisateurs de produits ou services.

### Composants d'une persona
La description de base d'une persona inclut le nom, le prénom, le genre, l'âge, les profils de consommation dans différents secteurs, un mode de vie et bien d'autres attributs en fonction du domaine étudié. Cette description est le fruit de recherches ou d'entrevues de clients existants.

### Approche philosophique
Selon Simon Sinek, l'objectif n'est pas de comprendre le comment, mais le « pourquoi ». De la même manière, l'objectif de la méthode des personas est de réussir à se mettre dans la tête de l'utilisateur afin de mieux le servir & lui donner plus de raison de consommer. Cette méthode permet notamment d'identifier les besoins et objectifs des utilisateurs, mais aussi ses objections afin de mieux y répondre.
Grâce à la persona, les équipes donnent un visage humain au groupe cible, ce qui permet de répondre aux multiples questions que posent la conception, la promotion et la distribution d'un produit ou d'un service.
La persona la plus communément utilisée se nomme « Jean Dupont ».

## Persona et inbound marketing
En marketing, les personas sont principalement utilisées pour mettre en place une stratégie d'inbound marketing. Elles permettent ainsi d'identifier des groupes cibles et de proposer des contenus adaptés à la typologie de cible. Cela évite une communication globale et favorise la personnalisation et la création de messages sur mesure et adaptés aux attentes de la cible.

## Persona UX et persona marketing
Il est important de bien différencier les deux concepts. Si leur réalisation reste très proche, la finalité n'est pas la même. Les personas UX vont permettre d'analyser la validité d'un produit ou service par rapport aux besoins et aux comportements des utilisateurs. Quant à eux, les personas marketing sont une base de travail permettant de délivrer le bon message à la bonne personne au bon moment.

## Définir son buyer persona

### Importance de la Recherche
Avant de créer un Buyer Persona, il est crucial de réaliser des recherches pour comprendre qui sont vos clients, quels sont leurs besoins, et comment ils interagissent avec votre entreprise. Cette étape peut inclure des enquêtes, des entretiens et l'analyse des données client.

### Étapes-clés
1. Collecte de Données: Utiliser les données disponibles, notamment les analytics, les retours clients, et les observations du marché.
2. Interviews et Sondages: Recueillir des informations directement auprès des clients ou des prospects via des entretiens ou des sondages en ligne.
3. Segmentation: Diviser le marché en segments en fonction de différents critères comme le comportement d'achat, les besoins spécifiques, etc.
4. Création du Profil: Réunir toutes les informations collectées pour créer un profil détaillé, incluant des aspects comme l'âge, le comportement, les besoins, et les objectifs.
5. Mise à jour: Le Buyer Persona n'est pas statique. Il doit être mis à jour régulièrement pour refléter les changements dans les comportements des consommateurs et les tendances du marché.

### Outils utiles
De nombreux outils en ligne peuvent aider dans la création et la gestion de Buyer Personas, tels que HubSpot's Make My Persona, Xtensio, et d'autres.

### Exemple de buyer persona
Pour illustrer, un exemple de buyer persona dans le secteur de la technologie pourrait s'appeler « Techie Tina », une ingénieure en logiciel âgée de 30-40 ans, intéressée par les dernières innovations et recherchant des solutions qui peuvent automatiser des tâches répétitives au travail.